# Caprolactone
L'ε-caprolactone ou simplement caprolactone, ou encore 2-oxépanone est un ester cyclique de la famille des lactones de formule (CH2)5CO2. Elle est constituée d'un hétérocycle oxygéné à sept atomes. Elle se présente sous la forme d'un liquide incolore miscible avec la plupart des solvants organiques. Elle est produite à grande échelle comme précurseur du caprolactame et comme monomère dans la synthèse de polycaprolactone.